# Edward Hartley Angle
Edward Hartley Angle (ur. 1 czerwca 1855 w Herrick w stanie Pensylwania, zm. 11 sierpnia 1930 w Pasadenie) – amerykański ortodonta, nazywany ojcem współczesnej ortodoncji.
W 1899 opisał, używaną do dzisiaj, klasyfikację wad zgryzu opartą na wzajemnym stosunku pierwszych stałych trzonowców szczęki oraz żuchwy. W 1900 roku założył w St. Louis pierwszą na świecie szkołę dla ortodontów – Angle’s School of Orthodontia. W 1906 roku opracował cienkołukowy aparat stały, który zastąpił używane dotychczas aparaty ortodontyczne.